# Tetragoneura cornuta
Tetragoneura cornuta är en tvåvingeart som beskrevs av Duret 1982. Tetragoneura cornuta ingår i släktet Tetragoneura och familjen svampmyggor. Inga underarter finns listade i Catalogue of Life.